# María Cristina Díaz-Granados
María Cristina Díaz-Granados Dangond (Valledupar, Colombia, 5 de noviembre de 1986) es una modelo y reina de belleza colombiana, ganadora de Miss Colombia Internacional 2007-2008 (Virreina en Señorita Colombia). Representó a Colombia en el certamen de Miss Internacional 2008 celebrado en Macao, donde ocupó el puesto de primera finalista.

## Señorita Bogotá
En un reality de Citytv, María quedó nombrada como la nueva Señorita Bogotá, dándole la oportunidad de ir a Señorita Colombia, es oriunda de Valledupar, Cesar.

## Señorita Colombia
El 12 de noviembre, Cristina se sentía segura y decidida, ya que creía tener una ventaja sobre toda las candidatas  pues ganó la Competencia Bodytech al mejor cuerpo". Su gran rival era Taliana Vargas, a quien veía como una amiga y compañera. En el certamen, obtuvo los segundos mejores puntajes, lo que la colocó como Virreina Nacional De la Belleza Colombiana. El certamen fue ganado por Taliana Vargas.

## Miss Internacional
La edición número 48 de Miss Internacional se llevó a cabo en el Hotel Venetian Macao-Resort, en Macao el 8 de noviembre de 2008. Entre las Favoritas, se postulaba María. Sin embargo, fue la española Alejandra Andreu quien ganó el certamen. María Cristina quedó como Primera Finalista, al igual que en Miss Universo 2008 junto con Taliana Vargas.

## Sucesión
| Predecesor: Despoina Vlepaki                | 1.era finalista de Miss Internacional 2008 | Sucesor: Seo Eun-mi                  |
| Predecesor: Ana Milena Lamus Rodríguez      | Virreina Nacional de la Belleza 2007       | Sucesor: Lina Marcela Mosquera Ochoa |
| Predecesor: Diana Marcela Acosta Albarracín | Señorita Bogotá 2007                       | Sucesor: Sonia Janneth Cubides Silva |

- Datos: Q6781951
- Multimedia: María Cristina Díaz-Granados / Q6781951